# Weston Beggard
Weston Beggard est une paroisse civile et un village du Herefordshire, en Angleterre.